# Error (derecho)
El error, en derecho, es un vicio de la voluntad que consiste en la ignorancia o concepto equivocado que se tiene de una ley, persona, cosa o hecho. Puede tratarse de una equivocación o ignorancia, pero el resultado en ambos casos es el mismo: una falsa representación de la realidad, y eso en definitiva es el error jurídico. La duda en todo caso excluye al error, pues quien obra a sabiendas de que puede estar equivocado, desconociendo con exactitud las consecuencias de sus actos, no puede invocar luego su propio error. En el error, en cambio, el sujeto desconoce ciertas consecuencias del acto que celebra y cree que su representación de la realidad es acertada.

## Clases de error

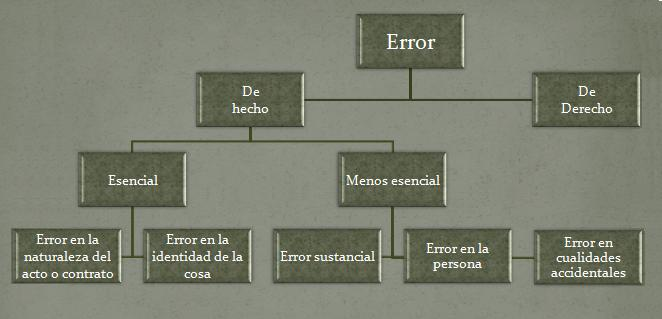
Esquema general del error como vicio del consentimiento.

### Error de Derecho
La ley se presume conocida por todos, esta regla clásica que tiene su origen en el derecho romano (error juris nocet) tiene un claro fundamento que los autores han puesto siempre de relieve. De otro modo, la ley, perdería su carácter obligatorio conforme las personas aleguen su desconocimiento para librarse de su manda. Por ello el error de Derecho no puede ser presentado como un vicio de la voluntad.

### Error de hecho
El error de hecho es generalmente un vicio del consentimiento, mientras que el error de Derecho es comúnmente rechazado como tal, siguiendo al código francés y a Pothier. El código civil chileno, en el artículo 1452, señala expresamente que el error sobre un punto de derecho no vicia el consentimiento, con ciertas excepciones en lo relativo al cuasicontrato de pago de lo no debido, que obedecen más que nada a un asunto de rechazo al enriquecimiento sin causa. 
Al menos en la legislación que sigue a Pothier (Latinoamérica, Francia), sólo el error de hecho vicia el consentimiento. Pero éste no lo hace siempre, debiendo distinguir entre error esencial u obstáculo y error menos esencial.

#### Error esencial
Error esencial o error obstáculo es aquel que recae sobre la identidad del acto o contrato que se celebra, o sobre la identidad de la cosa que es objeto de dicho acto o contrato. Señala el artículo 1453 del Código Civil de Chile que «El error de hecho vicia el consentimiento cuando recae sobre la especie de acto o contrato que se ejecuta o celebra, como si una de las partes entendiese empréstito y la otra donación; o sobre la identidad de la cosa específica de que se trata, como si en el contrato de venta el vendedor entendiese vender cierta cosa determinada, y el comprador entendiese comprar otra».
Este error vicia siempre el consentimiento, y en su sanción se distingue entre quienes aceptan la teoría de la inexistencia, y quienes la rechazan. Los primeros señalan que en este caso no se configura consentimiento alguno y por tanto el acto o contrato debería ser sancionado como inexistente. Para los segundos, aquello es cierto, pero no contemplando el código civil (chileno) la sanción de inexistencia, debe aplicarse la de nulidad absoluta (art. 1682).

##### Error en la naturaleza del acto o contrato (error in negotio)
Es el que recae sobre la identidad del contrato. Cada parte contractual cree que perfecciona un contrato diferente. Así, un contratante cree que celebra un contrato de compraventa, cuando en realidad se trata de un contrato de arrendamiento, que es lo que cree la otra parte.

##### Error en la identidad de la cosa (error in corpore)
Es aquel en que incurre la parte al equivocarse sobre la identidad del objeto del contrato. Por ende, un contratante se equivoca sobre las cosas o servicios que han de intercambiarse. También se incurre en esta clase de error cuando recae sobre la actividad conducente a satisfacer los intereses y adquirir los bienes que servirán para cumplir las obligaciones.

#### Error menos esencial
En cuanto a la sanción, tanto el error sustancial y el accidental, cuando vician el consentimiento se sancionan con nulidad relativa.

##### Error sustancial
Este tipo de error se produce cuando, no habiendo error sobre la identidad de la cosa objeto del contrato, existe aquel sin embargo en alguna sustancia o calidad esencial que en realidad no tiene. Señala el artículo 1454 del código chileno que «el error de hecho vicia asimismo el consentimiento cuando la sustancia o calidad esencial del objeto sobre el que versa el acto o contrato, es diversa de lo que se cree; como si por alguna de las partes se supone que el objeto es una barra de plata, y realmente es una masa de algún otro metal semejante». 
Es como si alguien creyera comprar una silla estilo Luis XIV cuando en realidad es una silla ordinaria, o creyera diamante el vidrio o vacuno la carne de caballo. Lo fundamental es que se trate de cualidades esenciales de la cosa.

##### Error accidental
Error accidental o error ligero, es «El error acerca de otra cualquiera calidad de la cosa no vicia el consentimiento de los que contratan, sino cuando esa calidad es el principal motivo de una de ellas para contratar, y ese motivo ha sido conocido de la otra parte» Señala finalmente el código de Bello en el artículo 1454 inciso segundo que . 
Así una pintura al óleo, realizada por un artista famoso que en verdad es de un novato.

##### Error en la persona sustancial
«El error acerca de la persona con quien se tiene intención de contratar no vicia el consentimiento, salvo que la consideración de esta persona sea la causa principal del contrato» (artículo 1455 del código chileno). Esto se refiere principalmente a los contratos Intuitu personæ.